# Ачех-Синкил
А́чех-Си́нкил (индон. Aceh Singkil) — округ в провинции Ачех. Административный центр — город Синкил.

## История
Округ был выделен в 1999 году из округа Южный Ачех.

## Население
Согласно переписи 2010 года, на территории округа проживало 102 213 человек.

## Административное деление
Округ делится на следующие районы:
- Данау-Парис
- Гунунг-Мериах
- Кота-Бахару
- Куала-Бару
- Пулау-Баньяк
- Симпанг-Канан
- Синкил
- Синкил-Утара
- Синкохор
- Суро-Бару